# Hipoalgesia
La hipoalgesia o hipalgesia denota una disminución de la sensibilidad a los estímulos dolorosos.
La hipoalgesia ocurre cuando los estímulos nociceptivos (dolorosos) se interrumpen o disminuyen en algún lugar a lo largo del camino entre la entrada (nociceptores) y los lugares donde se procesan y se reconocen como dolor en la mente consciente. Los efectos hipoalgésicos pueden ser leves, como masajear un dedo del pie golpeado para que duela menos o tomar aspirina para disminuir el dolor de cabeza, o pueden ser intensos, como estar bajo anestesia fuerte. La hipoalgesia puede ser causada por sustancias químicas exógenas como los opioides, así como por sustancias químicas producidas por el cuerpo en fenómenos como la hipoalgesia inducida por el miedo y el ejercicio. La hipoalgesia también puede estar asociada a enfermedades, como la insensibilidad congénita al dolor con anhidrosis o, en casos menos graves, a la diabetes u otras enfermedades asociadas a la hipertensión.

## Causas químicas

### Analgésicos
Los analgésicos son una clase de productos bioquímicos que causan hipoalgesia. Los analgésicos pueden actuar tanto en el sistema nervioso periférico como en el central para disminuir el dolor. Ciertos analgésicos también funcionan para disminuir la fuente del dolor al disminuir la hinchazón y la inflamación, como en el caso de los antiinflamatorios no esteroideos.

### Opioides
Los opioides se refieren a un grupo específico de analgésicos, incluidos la morfina, la codeína y el opio, que actúan sobre los receptores opioides, que se encuentran principalmente en el sistema nervioso central.
Los opioides endógenos son tipos de opioides producidos por el cuerpo específicamente para modular el dolor. Incluyen endorfinas, encefalinas, dinorfinas y endomorfinas. Estos péptidos son especialmente importantes para modular el dolor en respuesta al entorno. Estos pueden liberarse en respuesta a una serie de cosas, incluido el aumento de la presión arterial, el dolor y el peligro. Se ha descubierto que los opioides endógenos son al menos parcialmente responsables de fenómenos como el "subidón del corredor" (Runner's high), la hipoalgesia en la respuesta de lucha o huida, e incluso de los efectos analgésicos de la terapia de acupuntura. En todos estos casos, hay un cierto nivel de procesamiento de señales que ocurre en el sistema nervioso central que conduce a la liberación de estas sustancias químicas.

### Hipoalgesia inducida por el ejercicio
Ha habido una gran cantidad de investigaciones que examinan el vínculo entre el ejercicio y la hipoalgesia. Muchos estudios han demostrado el vínculo directo entre los dos al someter a los pacientes a ejercicio y calificar sus respuestas al dolor, pero a pesar de la gran cantidad de investigación, el mecanismo de acción aún no se conoce bien. Se ha demostrado que el mecanismo desencadenante de los efectos hipoalgésicos es causado por el aumento de la presión arterial que acompaña a un buen entrenamiento. El cuerpo detecta el aumento de la presión arterial y se supone que, en respuesta, se liberan opioides endógenos. Esta hipótesis está bien respaldada en la investigación en humanos, y se ha verificado que juega un papel, pero la investigación en animales implica que también están involucrados otros mecanismos como el sistema endocannabinoide. Se ha constatado también hipoalgesia aguda inducida por ejercicio a diferentes intensidades en pacientes con dolor lumbar crónico.

### Hipoalgesia inducida por miedo
La hipoalgesia inducida por el miedo es otro ejemplo de un mecanismo controlado por los opioides. Se postula que el miedo es un mecanismo de defensa que ha evolucionado con el tiempo para brindar protección. En el caso de la hipoalgesia, una disminución de la respuesta al dolor sería muy beneficiosa en una situación en la que estuviera en juego la vida de un organismo, ya que sentir dolor sería más un estorbo que una ayuda. Ha sido bien documentado que el miedo causa una disminución en la respuesta al dolor, sin embargo, al igual que la hipoalgesia inducida por el ejercicio, los mecanismos exactos de acción no se comprenden bien. Los estudios han demostrado que los opiáceos están definitivamente involucrados en el proceso, pero los opiáceos por sí solos no explican completamente la respuesta analgésica. Aún se desconoce cuáles son los otros mecanismos de acción.

## Enfermedades
Se ha demostrado que muchas enfermedades pueden causar hipoalgesia. Algunas enfermedades, como la insensibilidad congénita al dolor con anhidrosis (CIPA), son trastornos hereditarios en los que los genes esenciales para el correcto funcionamiento de los nociceptores ya no funcionan. Hay muchas enfermedades como esta, y todas se incluyen en la categoría de neuropatías autonómicas sensoriales hereditarias. Alternativamente, algunas enfermedades afectan otras funciones en el cuerpo, lo que puede activar las vías que causan la hipoalgesia. Este efecto ocurre en personas con diabetes y otras enfermedades asociadas a la hipertensión.

### Neuropatías hereditarias
Neuropatías sensoriales y autonómicas hereditarias (HSAN), como CIPA, son trastornos hereditarios que se caracterizan por el mal funcionamiento o no funcionamiento de los receptores del dolor. La mayoría de estas enfermedades también están asociadas con una disminución de la sensación de temperatura. En algunos casos, estas enfermedades también se asocian con otros síntomas como deterioro intelectual y disminución de la producción de sudor y lágrimas. Enfermedades como esta pueden ser muy peligrosas para los pacientes, porque no son capaces de juzgar lo que duele y, por lo tanto, cuándo deben dejar de hacer algo. Un niño con la enfermedad podría morderse el dedo antes de darse cuenta de que lo que estaba haciendo podría hacerle daño, o podría dejar su mano en una estufa caliente sin siquiera darse cuenta de que estaba encendida. Estos ejemplos apoyan la teoría de que el dolor es esencial para la vida, más específicamente, para la supervivencia.

### Hipoalgesia e hipertensión
Algunos estudios han demostrado que la hipertensión en pacientes puede causar hipoalgesia. Enfermedades como la  diabetes, que están asociadas con la hipertensión, también están asociadas con la hipoalgesia, sin embargo, esto se debe a la neuropatía diabética. Al igual que en la hipoalgesia inducida por el ejercicio, el aumento de la presión arterial de la hipertensión funciona como una señal para que el cuerpo libere opioides y active otras vías de modulación del dolor. Además, aunque el área no está muy estudiada, hay evidencia de que esta no es la única causa. Las enfermedades pueden conducir a la activación de cualquiera de estos mecanismos, al igual que la diabetes que causa hipertensión. Se necesita un estudio completo de las vías que regulan el dolor.